# Meadville (Missouri)
Meadville è un comune degli Stati Uniti d'America, situato nello Stato del Missouri, nella contea di Linn.